# Литвиниха
Литвиниха — деревня в Великолукском районе Псковской области России. Входит в состав сельского поселения «Шелковская волость».
Расположена на востоке волости у левого берега реки Кунья, в 28 км по дорогам или в 9 км к северо-востоку от границы райцентра Великие Луки. В 1,5 км к югу находится деревня Заболотье.

## Население
Численность населения деревни по состоянию на 2000 год составляла 1 житель, на 2010 год — постоянных жителей не было.